# Nucella canaliculata
Nucella canaliculata, tên tiếng Anh: Channelled Dog Winkle, là một loài ốc biển, là động vật thân mềm chân bụng sống ở biển thuộc họ Muricidae, họ ốc gai.

## Miêu tả
Kích thước vỏ ốc khoảng 25 mm và 53 mm

## Phân bố
Loài này phân bố ở Thái Bình Dương từ quần đảo Aleut tới California

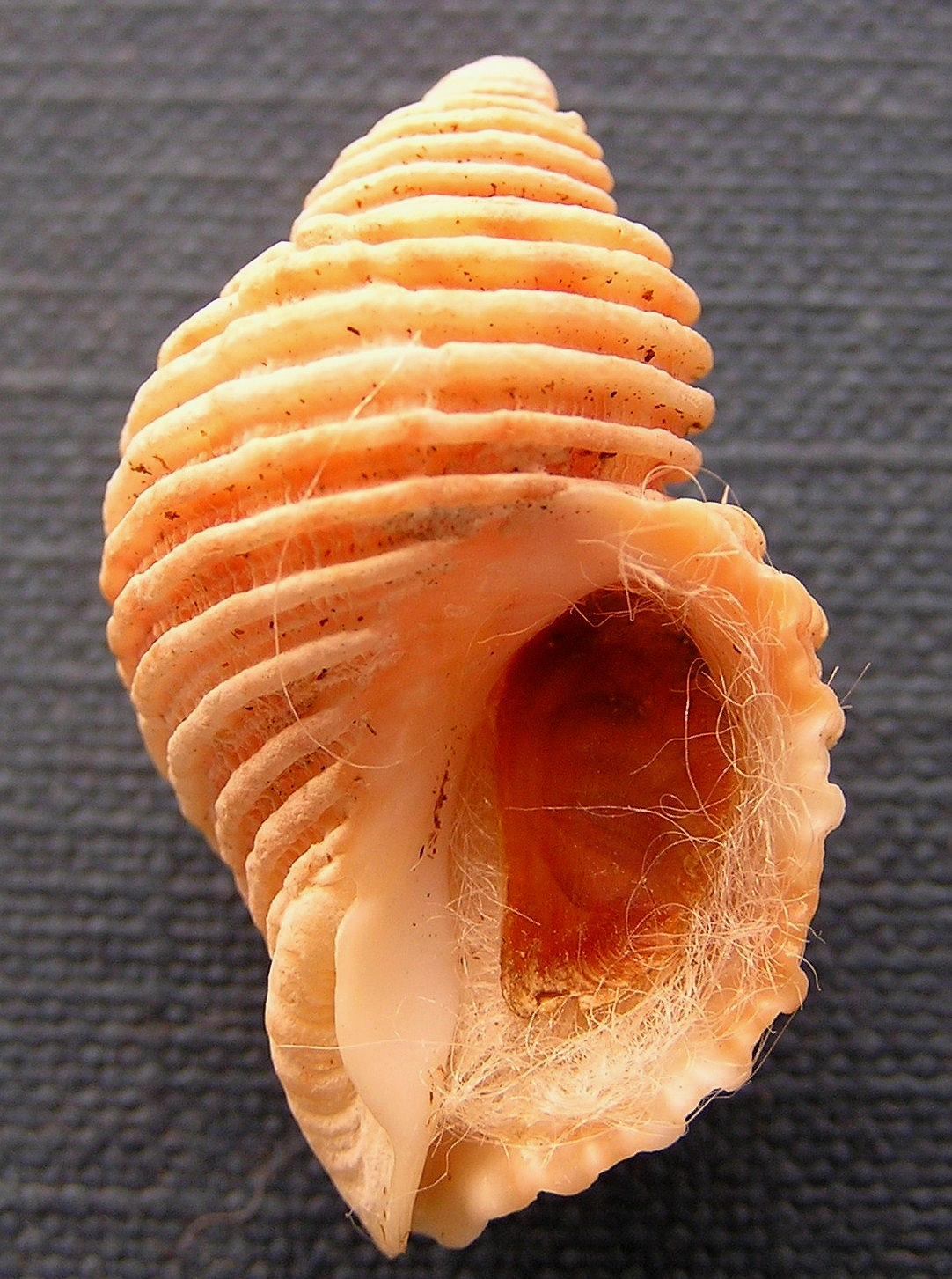
Apertural view của Nucella caniculata

## Hình ảnh

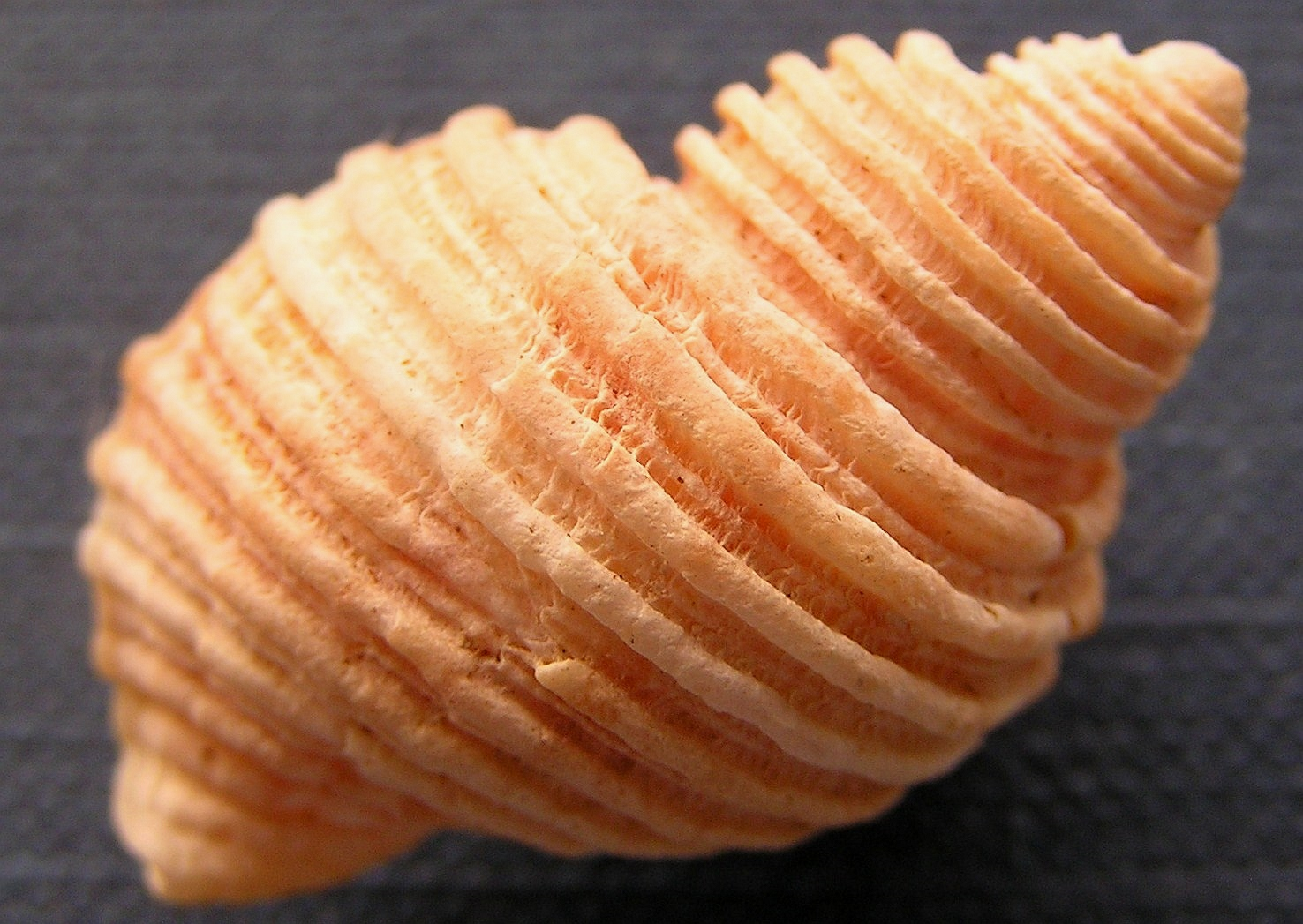
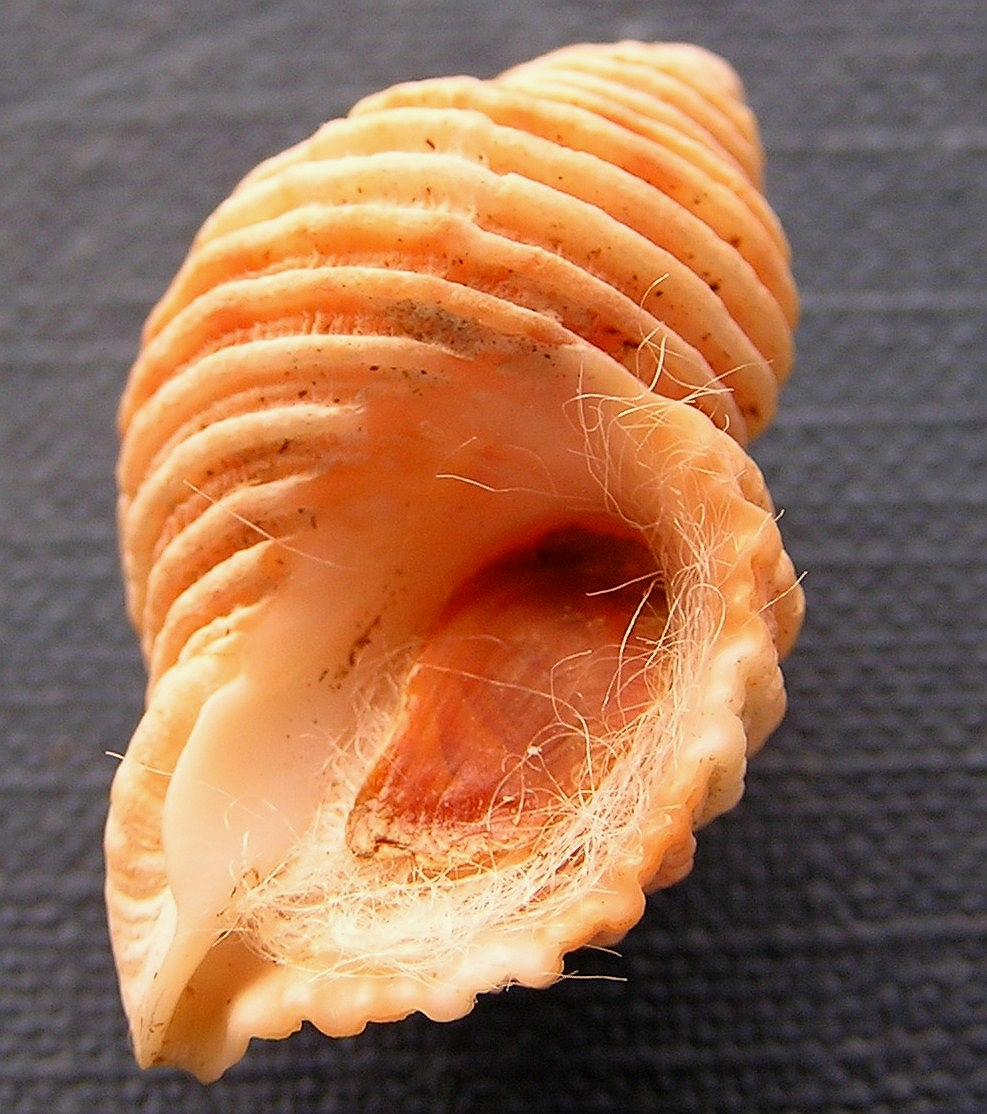
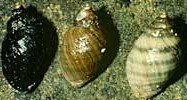
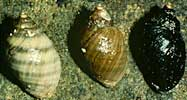